# Aleksandr Povetkin
Aleksandr Vladimirovitj Povetkin (russisk : Александр Владимирович Поветкин), født den 2. september 1979 i Kursk i det tidligere Sovjetunionen, er en russisk bokser. Han er 188 cm høj.

## Karriere
Efter en succesfuld kickboxingkarriere vandt Povetkin sin første store bokseturnering i de russiske mesterskaber i 2000. Derefter deltog han i en række større bokseturneringer, herunder Euro 2002, VM 2003 og Euro 2004, hvor han vandt guld. Han vandt også guld i Sommer-OL i 2004.
Han blev siden professionel bokser, og han har her i 2017 bokset 35 kampe. Han har vundet de 34 kampe heraf 24 på knock out, og således kun 1 nederlag.

## Familie
Aleksandr Povetkin har broren Vladimir, sin kone Irina og datteren Arina.
 Der er for få eller ingen kildehenvisninger i denne artikel, hvilket er et problem. Du kan hjælpe ved at angive troværdige kilder til de påstande, som fremføres i artiklen.